# Dilar distinctus
Dilar distinctus är en insektsart som beskrevs av Nakahara 1955. Dilar distinctus ingår i släktet Dilar och familjen Dilaridae. Inga underarter finns listade i Catalogue of Life.